# Бхагиратха
Бхагира́тха (санскр. भगीरथ, IAST: bhagīratha) — великий царь в индуистской мифологии, по преданию принёсший Гангу из духовного мира на Землю.
Наиболее полное описание легенды о Бхагиратхе содержится в «Рамаяне». Говорится, что Бхагиратха был предком Рамы, потомком великого императора Сагары из Солнечной династии и правителем древнеиндийского царства Кошалы.